# 태양 광도
태양광도는 항성들의 밝기를 표현하기 위해 사용되는 단위이며, 광자의 형태로 발산되는 일률의 크기이다. 구체적 수치는 다음과 같다.
{\displaystyle L_{\odot }=3.828\times 10^{26}{\hbox{ W}}}(와트)
{\displaystyle L_{\odot }=3.828\times 10^{33}{\hbox{ erg}}/s}(에르그/초)
만약 전자기파와 같은 태양중성미자 복사까지 태양광도에 포함시킬 경우, 광도량은 3.939×1026 W (이는 4.382×109 kg/s 또는 2.107×10−15 M☉/d)과 같다)로 약간 올라간다.
태양은 미약하게나마 변광성의 성질을 갖고 있기 때문에 광도도 변한다. 광도가 변하는 주된 주기는 11년으로(태양주기) 광도의 변화량은 전체 광도의 ±0.1% 수준이다. 200 ~ 300년 규모의 또다른 주기가 있는데 이는 11년 주기보다 변화량이 훨씬 더 작은 것으로 알려져 있다.

## 물리량 결정
태양광도는 지구상 또는 인공위성 궤도에서 측정한 복사 조도와 연관이 있다. 지구 대기권 상층에서 잰 평균 복사 조도를 종종 태양 상수(I☉)로 부른다. 복사 조도는 단위면적에 가해지는 압력으로 정의할 수 있으며, 여기서 태양광도(단위 시간 동안 태양이 뿜는 에너지의 총량)는 태양 상수에 태양과 지구 사이 거리를 반지름으로 하는 구체의 표면적을 곱한 값으로 표현할 수 있는데 공식은 다음과 같다.
{\displaystyle L_{\odot }=4\pi kI_{\odot }A^{2}\,}
여기서 A는 단위거리(1 천문단위)이며 k는 상수이다.

## 같이 보기
- 태양질량
- 태양